# Morane-Saulnier AR
Morane-Saulnier AR là một loại máy bay huấn luyện của Pháp, được sản xuất trong và sau Chiến tranh thế giới I.

## Biến thể
- Type AR
- MS.35R
- MS.35A
- MS.35C

## Quốc gia sử dụng
Pháp
- Aéronautique Militaire
- Aéronautique Navale

 Argentina
- Không quân Argentina

 Bỉ
- Không quân Bỉ

 Bolivia
- Không quân Bolivia

 Brasil
 Greece
- Không quân Hy Lạp

 Guatemala
- Không quân Guatemala

 Paraguay
- Không quân Paraguay

 Ba Lan
 România
- Không quân Hoàng gia Romania

 Liên Xô
- Không quân Liên Xô

 Thụy Sĩ
- Không quân Thụy Sĩ

 Thổ Nhĩ Kỳ
- Không quân Thổ Nhĩ Kỳ

 Uruguay
- Không quân Uruguay

## Tính năng kỹ chiến thuật (MS.35R)

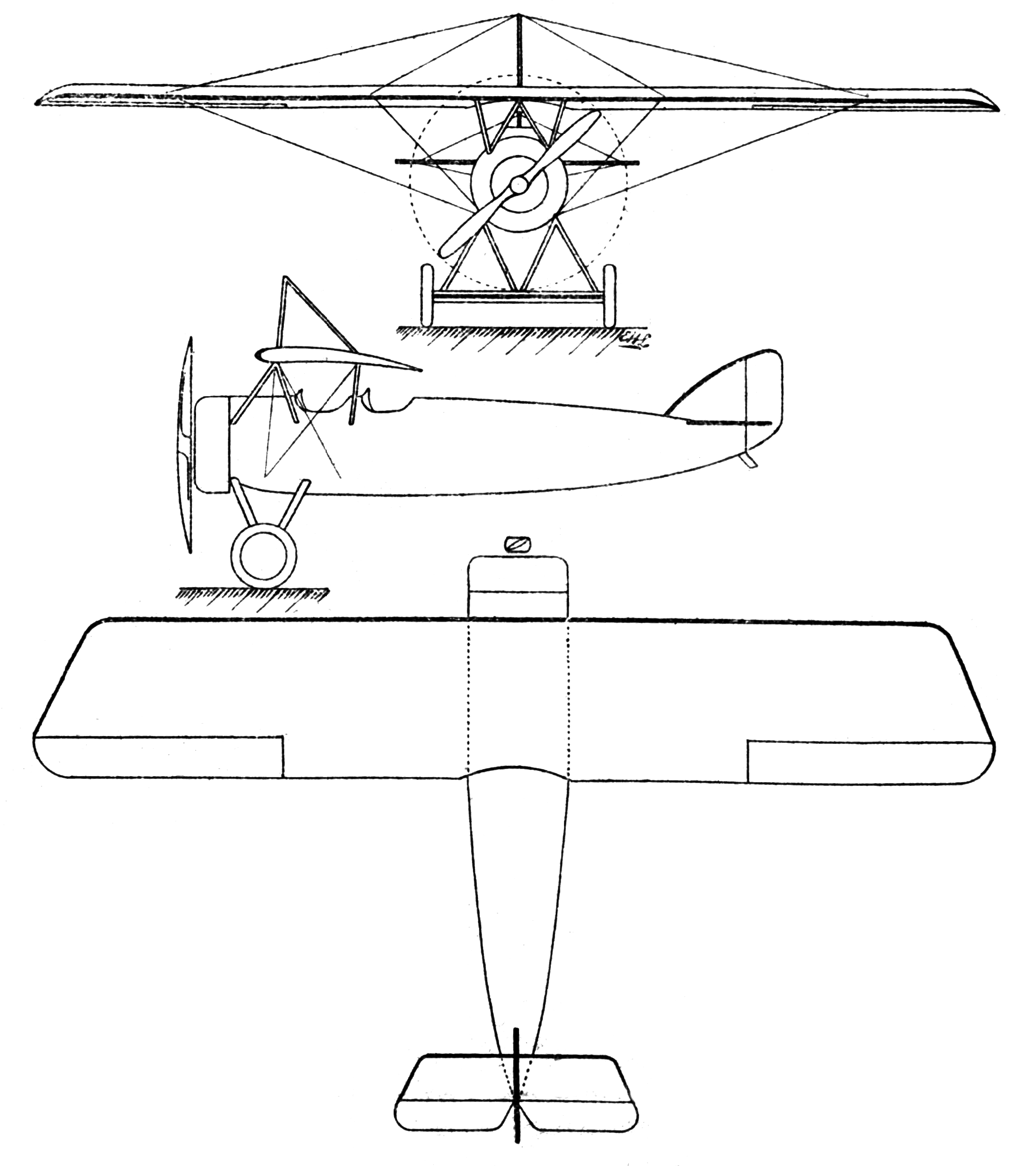
Morane Saulnier AR

Dữ liệu lấy từ "Morane-Saulnier Type AR (M.S.35)"
Đặc điểm tổng quát
- Kíp lái: 2
- Chiều dài: 6.30 m (20 ft 8 in)
- Sải cánh: 10.57 m (34 ft 8 in)
- Trọng lượng có tải: 764 kg (1.680 lb)
- Powerplant: 1 × Le Rhône 9C, 60 kW (80 hp)

Hiệu suất bay
- Vận tốc cực đại: 125 km/h (78 mph)
- Trần bay: 4.600 m (15.100 ft)